# 达伦·莫菲特
达伦·莫菲特（英語：Darren Morfitt，1973年9月12日—）是一位英格兰電視和電影演員，曾参演《北纬55度》、《贪官污吏》、《达耳齐尔与帕斯科》、《勇士》、《引领潮流》、《钦差大臣》以及《闪灵战士》等。
1973年，莫菲特出生于英格兰哈特尔普尔，在完成哈特尔普尔学院的大学入学考试课程之后，莫菲特前往伦敦蒙特纽舞台表演艺术学院学习他的贸易学专业。他于1997年毕业，同年，他饰演足球剧梦之队中的迪恩·霍克内尔一角，这是他人生中的第一个主角。
2006年，他在歌舞剧《激情曼彻斯特》中扮演耶稣一角。2008年，他参演科幻动作片《世界末日》，饰演本·斯特灵博士。2010年，参演《神秘博士》“天使之时”和“血肉之石”，饰演比利。
在蒙特纽舞台表演艺术学院求学期间，莫菲特遇到了他现在的妻子——女演员海伦·莱瑟姆。他们于1995年相识相遇，2004年走进婚姻的殿堂。